# 安德雷·丹尼爾森
安德雷·丹尼爾森（挪威語：André Danielsen；1985年1月20日—）是一位挪威足球運動員。在場上的位置是中場。他現在效力於挪威足球超級聯賽球隊維京足球俱樂部。他也代表挪威國家足球隊參賽。